# Payton Willis
Payton Terrell Willis  (Fayetteville, Arkansas, 31 de enero de 1998) es un jugador de baloncesto estadounidense que pertenece a la plantilla de Vanoli Cremona de la Lega Basket Serie A, la primera categoría del baloncesto italiano. Con 1,93 metros de estatura, juega en la posición de Base.

## Trayectoria deportiva

### Universidad
Es un base que puede alternar la posición de escolta formado en Fayetteville High School de su ciudad natal, antes de ingresar en 2016 en la Universidad de Vanderbilt, situada en Nashville, en el estado de Tennessee, donde jugó durante dos temporadas la NCAA con los Vanderbilt Commodores, desde 2016 a 2018. Tras una temporada en blanco, en 2019 ingresa en la Universidad de Minnesota, donde disputa la NCAA durante la temporada 2019-20 con los Minnesota Golden Gophers.
En la temporada 2020-21, cambia de universidad e ingresa en el College of Charleston, situado en Charleston, Carolina del Sur, donde disputa la NCAA con los Charleston Cougars. Al término de la temporada, regresa a la Universidad de Minnesota para disputar la temporada 2021-22 con los Minnesota Golden Gophers.

### Profesional
Tras no ser elegido en el Draft de la NBA de 2022, disputa la Liga de Verano de la NBA con los Golden State Warriors.
En la temporada 2021-22, firma por el Sporting de Portugal con el que disputa la LPB y la Eurocup.
El 17 de agosto de 2022, Patton firmó con el Hapoel Gilboa Galil de la Ligat ha'Al israelí.
En la temporada 2023-24, firma por el Pistoia Basket 2000 de la Lega Basket Serie A italiana.
En la temporada 2024-15, firma por el Club Baloncesto Canarias de la Liga Endesa, en el que jugaría hasta el 4 de noviembre de 2024, cuando llega a un acuerdo de desvinculación con el conjunto tinerfeño con el que disputó seis encuentros con 5.8 puntos de promedio en cuatro encuentros de Liga Endesa y 10.5 puntos y tres asistencias en dos partidos en la BCL.
Un día después, el base vuelve a Italia y firma por Vanoli Cremona, que ocupaba la duodécima posición de la Lega Basket Serie A con 1-5 de balance, hasta el final de la temporada.